# Europese Beweging-België
De Europese Beweging in België (EBiB) is de Belgische tak van de Europese Beweging Internationaal (EMI). Het is een tweetalige vereniging zonder winstoogmerk (VZW), open voor elke persoon of vereniging die het idee van Europese integratie steunt. De EBiB ijvert voor een verenigd Europa dat dicht bij de burgers staat. Daarom engageert de EBiB zich om mensen te informeren over de Europese Unie en aan het woord te laten over Europa, ze wil ook bijdragen tot de ontwikkeling van een Europees bewustzijn. De EBiB is een onafhankelijke en autonome organisatie, die ondersteund wordt door haar leden, en zetelt in Brussel, niet ver van waar de kern-instellingen van de EU gelegen zijn . 

## Geschiedenis
De Europese Beweging (internationaal) werd formeel opgericht in Oktober 1948 door de pioniers van een verenigd Europa, waaronder Winston Churchill, Konrad Adenauer en Alcide de Gasperi, na het Congres van Den Haag dat eerder dat jaar had plaatsgevonden. Idealistische politici waren in Den Haag bijeengekomen met het ambitieuze doel voor ogen Europa veilig te stellen. Dit historisch congres was een van de initiatieven die genomen werden om oorlog en verdeeldheid op ons continent te bannen en vrede, stabiliteit en samenwerking te vrijwaren. De Europese Beweging consolideerde de werking en ideeën van een paar al bestaande comités, die streefden naar Europese Integratie. 
De Belgische Raad van de Europese Beweging, die in 1949 gesticht werd, heeft een belangrijke rol gespeeld in het proces van Europese integratie, meer bepaald onder het voorzitterschap van Paul-Henri Spaak en Jean Rey, respectievelijk Voorzitters van de Parlementaire Assemblee van de EGKS en van de Europese Commissie.
Een moeilijke financiële situatie en de verkiezing van het Europees Parlement bij algemeen enkelvoudig stemrecht (wat voor sommigen een ideale link tussen de Europese Gemeenschap en haar burgers leek) richtten de Belgische Raad te gronde. De vereniging werd ontbonden in een context waarin het idee van een verenigd Europa met rasse schreden vooruit was gegaan en waarin haar functie om de Belgische autoriteiten tot een meer pro-Europese attitude aan te sporen minder nodig was. 
In 1992, terwijl referenda in Denemarken en Frankrijk gehouden werden over het Verdrag van Maastricht, en uit oppositie tegen “eurosceptici” die Europa tot de bron van alle kwaad voorstelden, herlanceerden een aantal Belgische politici zoals Willy De Clercq, de Europese Beweging-België. Gezien de groeiende kloof tussen Europese integratie en de publieke opinie, acht de organisatie haar actie meer dan ooit nodig en relevant.

## Activiteiten
Om haar doelstellingen te concretiseren en om burgers bij het Europese project te betrekken, organiseert de EBiB elk jaar in België verscheidene activiteiten, die toegankelijk zijn voor het grote publiek. In partnerschap met het jongerencomité, de Jonge Europese Federalisten (België), organiseert de EBiB ook heel wat activiteiten voor jongeren. De Europese Beweging in België neemt ook deel aan de activiteiten van de Europese Beweging Internationaal.

## Structuur en organisatie
De Europese Beweging in België is een van de 36 nationale raden van de Europese Beweging Internationaal. Ze bestaat uit een Algemene Vergadering, een Bureau en een Raad van Bestuur. De huidige Voorzitter van de EBiB is Wouter Beke (MEP, CD&V). Hij werd voorafgegaan als voorzitter door onder meer Hilde Vautmans (MEP, Open VLD), Tom Vandenkendelaere, voormalig Europarlementslid voor CD&V, en Anne Van Lancker, voormalig Europarlementslid voor de Sp.a (nu: Vooruit), die zelf Charles-Ferdinand Nothomb, Belgisch minister van Staat, opvolgde.
De beweging wijzigde haar naam formeel tot Europese Beweging in België / Mouvement Européen en Belgique in 2024, waarmee zij zowel haar plaats aanduidt binnen het geheel van de Europese Bewegingen in de verschillende Europese landen, als haar Belgische basis. 
Bureau in 2025 (sinds 26 Juni 2026):
- Voorzitter : Wouter BEKE (MEP);
- vicevoorzitter : Gino DEHULLU (NL) ;
- secretaris-generaal: Ruben LOMBAERT.

Bestuursleden in  2025 :
- Lisseth Dubraska PÉREZ PEÑALVER ;
- Mathieu VUYLSTEKE ;
- Philippe ADRIAENSSENS ;
- Pierre DEHALU ;
- Isabelle KLETZLEN ;
- Renato SALLUSTIO;
- Jean-Louis HANFF.